# Andrea Braides
Andrea Braides (Údine, 12 de abril de 1961) é um matemático italiano, especialista em cálculo variacional. É professor da Universidade de Roma Tor Vergata.
Braides estudou na Universidade de Pisa, com graduação (laurea) em matemática em 1983 (Gamma-Limits of Functionals in the Calculus of Variations) orientado por Ennio de Giorgi, e na Escola Normal Superior de Pisa (corsi di perfezionamento). Lecionou na Universidade de Udine em 1985-1986 e então prestou por dois anos o servizio civile. Na Universidade de Bréscia foi em 1988 pesquisador associado e em 1992 professor associado. De 1995 a 2000 foi professor associado da Scuola Internazionale Superiore di Studi Avanzati (SISSA) em Trieste e de 2000 à atualidade professor pleno da Universidade de Roma Tor Vergata.
Foi palestrante convidado do Congresso Internacional de Matemáticos em Seul (2014: Discrete-to-continuum variational methods for lattice systems).

## Publicações selecionadas
- com A. Defranceschi: Homogenization of multiple integrals, Oxford University Press, 1998
- Approximation of Free-Discontinuity Problems, Lecture Notes in Mathematics # 1694, Springer Verlag 1998
- Gamma-convergence for beginners, Oxford University Press 2002
- A handbook of Gamma convergence, in M. Chipot, P. Quittner (eds.), Handbook of Differential Equations, vol. 3, Elsevier 2006
- Local minimization, Variational Evolution and Gamma-convergence, Lecture Notes in Mathematics # 2094, Springer Verlag, 2013
- editor com Valeria Chiadò Piat: Topics on concentration phenomena and problems with multiple scales, Lecture Notes of the Unione Matematica Italiana, Springer Verlag 2006
  - contendo, como coautor com M. S. Gelli: From discrete systems to continuous variational problems: an introduction